# Alf Mitchell
Alfred Edward Mitchell (* 10. Mai 1941) ist ein ehemaliger australischer Speerwerfer.
1962 siegte er bei den British Empire and Commonwealth Games in Perth mit seiner persönlichen Bestweite von 78,11 m.
Im selben Jahr wurde er Australischer Meister.